# Rotanak Mondol
Rotanak Mondol es uno de los trece distritos que forman la provincia camboyana de Battambang, con una población estimada en marzo de 2008 de 41 170 habitantes. Está dividido en las siguientes  comunas (khum), que se muestran asimismo con población estimada de 2008:
- Andaeuk Haeb 5,120
- Phlov Meas 5,722
- Sdau 17,918
- Traeng 12,410[1]